# Kinau (cráter)
Kinau es un pequeño cráter de impacto considerablemente erosionado que se encuentra en latitudes bajas del sur de la Luna. Se encuentra al sureste del cráter Jacobi, y aproximadamente al norte-noroeste de Pentland. Tiene 42 kilómetros de diámetro y dos kilómetros de profundidad. Puede proceder del Período Pre-Nectárico, con una antigüedad comprendida entre 4550 a 3850 millones de años.
El borde noroeste y la pared interna de este cráter han sido fuertemente dañados por sucesivos impactos, marcados por un par de pequeños cráteres en forma de copa. El resto del borde está desgastado y algo distorsionado. Presenta una forma vagamente hexagonal, con varios cráteres pequeños en el brocal. Las paredes interiores son relativamente bajas, y el suelo carece de rasgos distintivos, excepción hecha de unos diminutos cráteres. Presenta una modesta elevación cerca de su punto medio, a la que se adjunta un pequeño cráter situado al noroeste.
El cráter lleva el nombre del sacerdote, maestro y astrónomo aficionado alemán del siglo XIX Adolph Gottfried Kinau.

## Cráteres satélite
Por convención estos elementos son identificados en los mapas lunares poniendo la letra en el lado del punto medio del cráter que está más cercano a Kinau.
|       | \| Kinau \| Coordenadas \| Diámetro \| \| ----- \| ----------------------------- \| -------- \| \| A \| 62°06′S 20°00′E / -62.1, 20.0 \| 35 km \| \| B \| 61°36′S 19°12′E / -61.6, 19.2 \| 8 km \| \| C \| 60°36′S 20°30′E / -60.6, 20.5 \| 30 km \| \| D \| 60°36′S 18°30′E / -60.6, 18.5 \| 27 km \| \| E \| 60°06′S 20°00′E / -60.1, 20.0 \| 7 km \| \| F \| 62°06′S 13°30′E / -62.1, 13.5 \| 10 km \| \| G \| 61°30′S 12°42′E / -61.5, 12.7 \| 25 km \| \| H \| 59°48′S 19°42′E / -59.8, 19.7 \| 6 km \| \| J \| 59°36′S 16°00′E / -59.6, 16.0 \| 5 km \| \| K \| 58°36′S 18°06′E / -58.6, 18.1 \| 10 km \| \| L \| 59°18′S 18°48′E / -59.3, 18.8 \| 11 km \| \| M \| 60°24′S 14°18′E / -60.4, 14.3 \| 12 km \| \| N \| 61°24′S 15°30′E / -61.4, 15.5 \| 7 km \| \| P \| 61°24′S 17°24′E / -61.4, 17.4 \| 5 km \| \| Q \| 62°24′S 21°06′E / -62.4, 21.1 \| 11 km \| \| R \| 59°54′S 11°36′E / -59.9, 11.6 \| 61 km \| |          |
| Kinau | Coordenadas | Diámetro |
| A     | 62°06′S 20°00′E / -62.1, 20.0 | 35 km    |
| B     | 61°36′S 19°12′E / -61.6, 19.2 | 8 km     |
| C     | 60°36′S 20°30′E / -60.6, 20.5 | 30 km    |
| D     | 60°36′S 18°30′E / -60.6, 18.5 | 27 km    |
| E     | 60°06′S 20°00′E / -60.1, 20.0 | 7 km     |
| F     | 62°06′S 13°30′E / -62.1, 13.5 | 10 km    |
| G     | 61°30′S 12°42′E / -61.5, 12.7 | 25 km    |
| H     | 59°48′S 19°42′E / -59.8, 19.7 | 6 km     |
| J     | 59°36′S 16°00′E / -59.6, 16.0 | 5 km     |
| K     | 58°36′S 18°06′E / -58.6, 18.1 | 10 km    |
| L     | 59°18′S 18°48′E / -59.3, 18.8 | 11 km    |
| M     | 60°24′S 14°18′E / -60.4, 14.3 | 12 km    |
| N     | 61°24′S 15°30′E / -61.4, 15.5 | 7 km     |
| P     | 61°24′S 17°24′E / -61.4, 17.4 | 5 km     |
| Q     | 62°24′S 21°06′E / -62.4, 21.1 | 11 km    |
| R     | 59°54′S 11°36′E / -59.9, 11.6 | 61 km    |